# Zell am See-i járás
A Zell am See-i járás, kerület (németül Bezirk Zell am See) területe megegyezik Pinzgau tájegységgel, amely Salzburg tartomány 6 közigazgatási egységének egyike Ausztriában. Keleten Pongau (másként Sankt Johann im Pongau kerület), északon Bajorország (Németország), nyugaton és délen Tirol, délnyugaton Dél-Tirol (Olaszország), délkeleten pedig Karintia határolja. Három tájegységre osztják nyugatról kelet felé: Felső-, Középső- és Alsó-Pinzgau (Ober-, Mittel- és Unterpinzgau).

## Története
923-ban említik először Pinzgaut hivatalos okleveleken. A 13. századtól 1803-ig a salzburgi érsek, majd ezt követően a bajor herceg uralma alatt állt. 1816-ban csatolták a Habsburg Birodalomhoz. Az 1848-ban létrehozott új alkotmányban osztották fel Salzburg tartományt közigazgatási egységekre. Székhelye 1850-től 1854-ig Saalfeldenben volt.

## Közigazgatási egységei
A kerületet (Bezirk) 28 egységre osztották fel, amelyből 2 város és 5 mezőváros (Marktgemeinde). A vásárjog ma már nem jár előjog, azonban a régi titulus megmaradt mezővárosok nevében.

### Városok
- Saalfelden am Steinernen Meer (15 093)
- Zell am See (9 638)

### Mezővárosok
- Lofer (1 943)
- Mittersill (5 930)
- Neukirchen am Großvenediger (2 616)
- Rauris (3 107)
- Taxenbach (2 918)

### Községek
- Bramberg am Wildkogel (3 895)
- Bruck an der Großglocknerstraße (4 430)
- Dienten am Hochkönig (800)
- Fusch an der Großglocknerstraße (754)
- Hollersbach im Pinzgau (1 159)
- Kaprun (2 903)
- Krimml (886)
- Lend (1 604)
- Leogang (3 035)
- Maishofen (3 026)
- Maria Alm am Steinernen Meer (2 143)
- Niedernsill (2 413)
- Piesendorf (3 481)
- Saalbach-Hinterglemm (3 020)
- St. Martin bei Lofer (1 151)
- Stuhlfelden (1 539)
- Unken (1 956)
- Uttendorf (2 813)
- Viehhofen (635)
- Wald im Pinzgau (1 176)
- Weißbach bei Lofer (406)

## Külső hivatkozások
- Hivatalos honlap